# Ночера Теринезе
Ночера Теринезе (итал. Nocera Terinese) је насеље у Италији у округу Катанцаро, региону Калабрија.
Према процени из 2011. у насељу је живело 1377 становника. Насеље се налази на надморској висини од 367 м.

## Становништво
Према резултатима пописа становништва 2011. у општини је живело 4.725 становника.
| 1931. | 1936. | 1951. | 1961. | 1971. | 1981. | 1991. | 2001. | 2011. |
| ----- | ----- | ----- | ----- | ----- | ----- | ----- | ----- | ----- |
| 4.933 | 4.806 | 5.634 | 5.215 | 5.206 | 5.087 | 5.005 | 4.706 | 4.725 |